# No (bài hát của Shakira)
"No" là một đĩa đơn của ca sĩ người Colombia Shakira, phát hành như một đĩa đơn từ album thứ sáu của cô, Fijación Oral, Vol. 1 (2005). Đĩa đơn có sự góp mặt của Gustavo Cerati.

## Xếp hạng
| Chart (2005)                       | Peak position |
| ---------------------------------- | ------------- |
| Hoa Kỳ Hot Latin Songs (Billboard) | 11            |
| Hoa Kỳ Latin Pop Songs (Billboard) | 2             |